# Yalgaar
Pour plus de détails, voir Fiche technique et Distribution.
Yalgaar est un film indien réalisé par Feroz Khan sorti en salles le 23 octobre 1992. Il met en vedette Feroz Khan, Sanjay Dutt, Manisha Koirala et Kabir Bedi

## Box-office
- Box-office Inde (revenu net) : 33 000 000[2] Roupies.